# Kazimierz Mitera
Kazimierz Mitera (ur. 16 listopada 1897 w Skołyszynie, zm. 17 listopada 1936 w Krakowie) – polski malarz, pedagog i krytyk sztuki.

## Życiorys
Urodził się jako syn nauczycieli Adolfa i Walerii z domu Hnatowicz. Po wybuchu I wojny światowej wstąpił do Legionów Polskich w 1914 i służył w szeregach 1 pułku ułanów Legionów Polskich. Od 1915 był żołnierzem armii austriackiej. Podczas mobilizacji w listopadzie 1918 wstąpił do Batalionu Akademickiego i walczył w obronie Lwowa i Przemyśla. Następnie został członkiem załogi pociągu pancernego „Smok”, z którą uczestniczył w walkach pod Borysławiem i Lwowem. 21 lutego 1919 został pojmany i uwięziony przez Ukraińców, został uwolniony po dwóch miesiącach. Został przeniesiony do batalionu kolejowego z którym brał udział w wojnie polsko-bolszewickiej, a po zakończeniu działań wojennych uczestniczył w odbudowie linii kolejowych na Kresach Wschodnich. Działał również w organizacjach zajmujących się repatriacją Polaków z Syberii i centralnej Rosji. Po 1922 studiował równocześnie na krakowskiej Akademii Sztuk Pięknych i na Wydziale Historii Sztuki Uniwersytetu Jagiellońskiego. Był współzałożycielem Związku Zawodowego Polskich Artystów Plastyków, piastował funkcję redaktora naczelnego „Głosu Plastyków”, w którym publikował również felietony własnego autorstwa. Pochłonięty działalnością społeczną nie uczestniczył w zbyt wielu wystawach, jego dorobek artystyczny stanowią nieliczne pejzaże, portrety i martwe natury, ale także wystrój malarski kościoła św. Katarzyny w Toruniu. Zmarł w wielu 39 lat w Krakowie, spoczywa na Cmentarzu Podgórskim (kwatera XXXV - rząd płn. - miejsce 11).

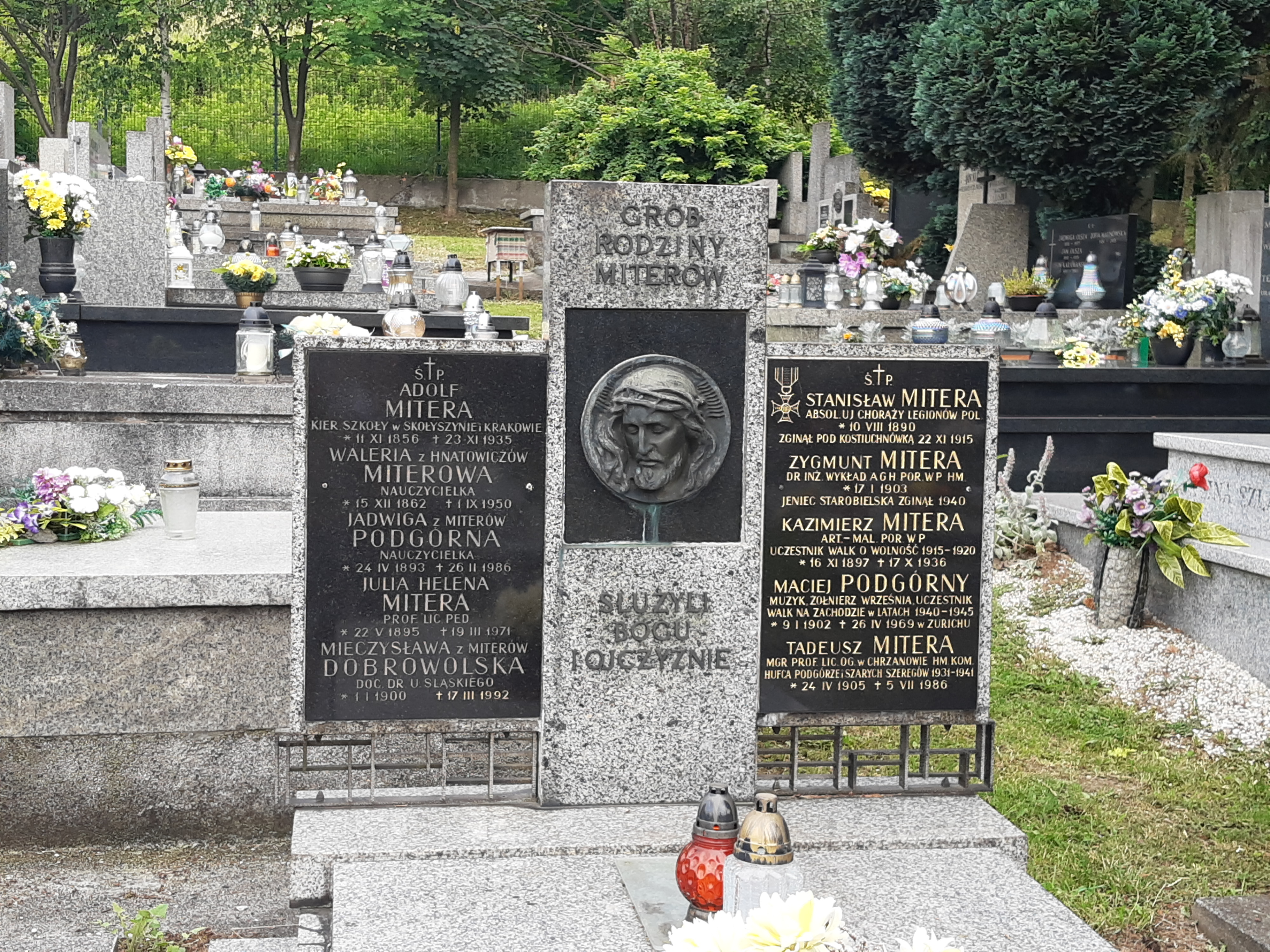
Grób Kazimierza Mitery na Cmentarzu Podgórskim.

Jego braćmi byli Stanisław (1890-1915), doktor historii, harcerz i nauczyciel, poległy w bitwie pod Kostiuchnówką, odznaczony pośmiertnie Orderem Virtuti Militari) oraz Zygmunt (1903-1940), doktor inżynier geofizyki stosowanej oficer Wojska Polskiego, ofiara zbrodni katyńskiej.

## Ordery i odznaczenia
- Złoty Krzyż Zasługi – nadany pośmiertnie (11 listopada 1937)[4]